# Niko Kranjčar
Niko Kranjčar (Zagreb, 13. kolovoza 1984.) hrvatski je nogometni trener i bivši nogometni reprezentativac. Kao igrač igrao je na poziciji veznog. Trenutačno je pomoćni trener hrvatske reprezentacije do 21 godine.
Sin je nogometne legende zagrebačkog Dinama i bečkog Rapida, Zlatka "Cice" Kranjčara. Niko je 81 put nastupao za hrvatsku A reprezentaciju, a prošao je i sve mlađe uzrasne reprezentativne kategorije.

## Klupska karijera

### Dinamo Zagreb
Već sa 16 i pol godina prozivali su ga velikim talentom i budućnosti hrvatskog nogometa, uz nerijetko uspoređivanje s najvećim europskim igračima poput Zidanea.
Prvi službeni nastup za zagrebački Dinamo, zabilježio je 2001. godine sa 16 godina. Tri mjeseca prije svog 17. rođendana postigao je prvi službeni pogodak u prvenstvu. Sezona 2002./03. potvrdila je silni talent. U Dinamu je trener bio Miroslav Blažević, koji mu je dao kapetansku vrpcu kluba, čime je Niko s 18 godina postao najmlađi kapetan u povijesti Dinama. Te je sezone zabilježio sjajne rezultate, s Dinamom osvojio prvenstvo, te bio proglašen najboljim igračem lige. 
Nakon toga javnost ga je konstantno uvrštavala u reprezentaciju i tražila od tadašnjeg izbornika Otte Barića da Niko igra s najboljim hrvatskim nogometašima. 
Izbornik Barić pozvao ga je u A reprezentaciju za prijateljsku utakmicu s Njemačkom 18. veljače 2004. godine u Splitu, ali zbog ozljede Niko nije mogao debitirati u nacionalnom dresu. Njegov konačan debi u Hrvatskoj reprezentaciji dogodio se 18. kolovoza 2004. godine u Varaždinu u prijateljskoj utakmici protiv Izraela (1:0 za Hrvatsku). To je ujedno bio i debi negovog oca Zlatka kao novog izbornika Hrvatske. Velike komplimente dobivao je od raznih proslavljenih trenera, kao npr. Tomislava Ivića koji je tvrdio da Niko ima sjajan osjećaj za loptu i odličan pregled igre.
U sezoni 2004./05. zajedno je sa svojim klubom bio u velikoj krizi. Igrali su najlošiju sezonu u povijesti kluba. Niko je igrao ispod prosjeka za što su, po njegovom ocu, odgovorni treneri. No, da nije baš tako tvrdio je Ivić koji je krivca vidio i u Zlatku Kranjčaru, tvrdeći da bi kod njega Niko bio puno bolji. Kranjčara su tada, kao 20-godišnjaka selili u najelitnije nogometne klubove kao Milan i Juventus. Njegova je želja bila i ostala Barcelona. Ipak, službene ponude sa zapada nije bilo. Jedina prava ponuda bila je ona moskovskog CSKA, ali ju je Kranjčar odbio jer nije imao namjeru otići na Istok. 
Početkom 2005. godine zbog loših rezultata kluba, Dinamov dopredsjednik Zdravko Mamić kaznio je igrače smanjenjem plaća, što Kranjčar nije prihvatio tvrdivši da nisu samo igrači krivi za loše rezultate. Nakon toga stavljen je na transfer listu te je njegov odlazak bio siguran. Vuklo ga se od Milana, Valencije, Portsmoutha do Dinama Kijev i svih moskovskih klubova. Na kraju je završio u najvećem rivalu Dinama, splitskom Hajduku. Taj je transfer popraćen ogromnim medijskim zanimanjem, te je bio najveća sportska vijest godine.

### Hajduk Split
Iako je bio igrač, a ostao i navijač najvećeg rivala, u Splitu je dočekan kao nitko prije njega. Navijači Dinama to nikako nisu prihvatili, palivši plave svijeće pred domom njegovih roditelja (kao simbol umrle časti), oblačenje praščića u Hajdukov dres (aludirajući na njegovu kilažu), te zviždanje i gađanje bilo čim za vrijeme derbija.
U Hajduku se isprva nije baš privikao, no kasnije igrao od solidnog do vrlo dobrog, međutim, zajedno s klubom je sezone 2005./06. pao u ispodprosječnost. Za vrijeme zimskog prijelaznog roka špekulacije su postojale da će potpisati ugovor s francuskim Lyonom. Kružile su priče da je avionom otputovao u Lyon, ali odustao nakom što se za to saznalo. Svejedno, ostao je u Hajduku do kraja sezone i utopio se u sivilo momčadi koja je kasnije završila na petom mjestu.
Usprkos nabrajanju barem 15 sigurnih novih klubova i potvrđivanju dogovora oko prelaska u španjolsku Celtu sa strane kupca, Kranjčar mlađi i dalje je bio u Hajduku. Otac mu je zbog neuspjeha na SP-u ostao bez posla, a u debiju Slavena Bilića krenuo je s klupe. Zbog nesnošljivog medijskog naklapanja oko toliko očekivanog transfera, pa rezultata na Svjetskom prvenstvu u Njemačkoj i otkaza ocu, Niko je odbio do daljnjega davati bilo kakve izjave. Bez pritiska medija počeo se koncentrirati na ono što mu ide najbolje i pokazao najbolje rezultate. Dolaskom Zorana Vulića na mjesto trenera splitskoga kluba, preselio se s mjesta razigravača na lijevog veznog igrača, te već u prve 3 utakmice zabilježio 2 gola i 3 asistencije, dok je u reprezentaciji (na istoj poziciji) počeo s boljim igrama. Od Hajduka se oprostio na Kantridi postigavši pogodak u pobjedi nad Rijekom, 1:0. Zorana Vulića kasnije je proglasio najboljim trenerom s kojim je ikada radio.
Njegov transfer iz Hajduka u Portsmouth, po cijeni transfera, najveći Hajdukov inozemni transfer ikada, iako splitski klub nije dobio sve novce koje je Portsmouth dao za Niku (doveden iz Dinama pomoću privatnih ulagača).
Statistika u Hajduku
| Natjecanje        | Nastupi | Zgoditci |
| ----------------- | ------- | -------- |
| Prvenstvo         | 50      | 15       |
| Kup               | 10      | 3        |
| Superkup          | 1       | 1        |
| Međunarodne       | 2       | 0        |
| Splitski podsavez | 0       | 0        |
| Ukupno            | 63      | 19       |
| Prijateljske      | 16      | 6        |
| Sveukupno         | 79      | 25       |

### Portsmouth
Dana 31. kolovoza 2006. godine, par sati prije kraja prijelaznog roka, potpisao je četverogodišnji ugovor s engleskim premijerligašem Portsmouthom. Debitirao je u momčadi u FA kupu protiv Mansfielda (2:1), te do 63. minute kad je zamijenjen ubilježio asistenciju i žuti karton. Debi u Premiershipu zabilježio je 1. listopada 2006. godine protiv Tottenhama, na dan kad su se u HNL-u sučelila njegova dva bivša kluba. 
Prvih mjeseci nije se uspio nametnuti u prvu momčad, zbog težeg privikavanja na engleski stil nogometa, te se javilo zanimanje francuskih PSG-a i Rennesa. S obzirom na to da ga je Harry Redknapp slabo uvodio u igru njegov odlazak iz Engleske neko je vrijeme bio aktualan, no, iako je imao 2 konkretne ponude, Portsmouth ih je odbio i Niki povećao primanja. 
Ulaskom u sezonu 2007./08. postao je standardan i nezamjenjiv prvotimac "Pompeya", držeći svoju momčad pri vrhu ljestvice. Navijači Portsmoutha proglasili su ga najboljim igračem mjeseca listopada i studenog, često je proglašavan igračem utakmice, te uvrštavan u momčad kola. 17. svibnja 2008. godine pobjedom protiv Cardiffa na Wembleyu postaje prvi hrvatski igrač s trofejem FA kupa, a zahvljajujući standardno izvrsnim igrama tokom cijele te sezone sve su glasnije špekulacije o velikom i skupom transferu u jedan od vodećih engleskih klubova, najvjerojatnije Arsenal.

### Tottenham Hotspur
Zadnjeg dana prijelaznog roka, 1. rujna 2009. godine, prelazi iz Portsmoutha u londonski Tottenham za oko 5 milijuna € gdje se pridružuje suigračima iz reprezentacije Luki Modriću i Vedranu Ćorluki. Potpisao je četverogodišnji ugovor vrijedan nešto više od 2 milijuna € po sezoni.

### Dinamo Kijev
Početkom lipnja 2012. godine Niko Kranjčar potpisao je četverogodišnji ugovor s kijevskim Dinamom. U siječnju 2016. godine, Kranjčar je sporazumno raskinuo ugovor s ukrajinskim klubom.

### Queens Park Rangers
Dana 2. rujna 2013. godine Niko odlazi na jednogodišnju posudbu u engleski nogometni klub Queens Park Rangers. Nakon jedne sezone, početkom rujna 2014. produžuje svoj boravak u QPR u kojem ostaje do ljeta 2015. godine.

### New York Cosmos
U ožujku 2016. godine Niko odlazi u SAD igrat za New York Cosmos. U utakmici 8. kola NASL lige između New York Cosmosa i Tampa Bay Rowdiesa je Kranjčar u petoj minuti morao napustiti travnjak zbog ozljede.

### Glasgow Rangers
Kranjčar je debitirao za škotski Glasgow Rangers u 2:0 pobjedi protiv Motherwella u otvaranju Ligu kupa u srpnju 2016. godine.

## Reprezentativna karijera
U reprezentaciji pod vodstvom oca, izbornika Zlatka Kranjčara imao i dobrih i loših igara te je njegovo uvrštavanje u najboljih 11 države podijelilo mišljenja. Puno je bilo onih koji su to smatrali nepotizmom, ali je tako ostalo kroz čitave kvalifikacije i na Svjetskom prvenstvu u Njemačkoj. U tom razdoblju postigao je pogodak Brazilu u Splitu, te Malti na Valletti, a obje su utakmice završile 1:1. Igre mu se nisu bitno poboljšale, te je i dalje trpio napade, podijelio mišljenja raznih istaknutih nogometnih stručnjaka, ali i uvelike mišljenja javnosti. Nastupio je jednu utakmicu i za mladu U-21 reprezentaciju protiv Srbije i Crne Gore, u Velikoj Gorici nebi li se uspio nadoknaditi 1:3 poraz iz Beograda, ali nije uspio pomoći. U Njemačkoj na svjetskoj smotri nije igrao kako se od njega očekivalo.

## Priznanja

### Individualna
- 2003.: Najbolji igrač Prve HNL, u izboru kapetana klubova Prve HNL.[8]

### Klupska
Dinamo Zagreb
- Prvak Hrvatske (1): 2002./03.
- Hrvatski nogometni kup (3): 2001., 2002., 2004.
- Hrvatski nogometni superkup (2): 2002., 2003.

Hajduk Split
- Prvak Hrvatske (1): 2004./05.
- Hrvatski nogometni superkup (1): 2005.

Portsmouth
- FA kup (1): 2008.

## Vanjske poveznice
- BBC profil  Arhivirana inačica izvorne stranice od 21. prosinca 2008. (Wayback Machine) (engl.)
- Soccerphile profil (engl.)
- Yahoo Sport profil (engl.)
- Priča Nike Kranjčara (kolumna sa sportnet.hr)  Arhivirana inačica izvorne stranice od 11. listopada 2007. (Wayback Machine)